# Giuliano Simeone
Giuliano Simeone Baldini (Roma, 18 dicembre 2002) è un calciatore argentino, attaccante dell'Atlético Madrid e della nazionale argentina.

## Biografia
È il terzo figlio di Diego Simeone, allenatore ed ex calciatore di livello internazionale, e della modella Carolina Baldini. Anche i fratelli Gianluca e Giovanni hanno intrapreso la carriera calcistica.

## Caratteristiche tecniche
Nato prima punta in patria, con il tempo si è saputo adattare anche a giocare come esterno offensivo, preferibilmente a destra, salvo poi all'Atlètico essere arretrato come esterno destro di centrocampo. Veloce e tecnico, è in grado abilmente di saltare l'uomo, non possiede un'eccezionale vena realizzativa ma si rivela abbastanza insidioso nel tiro da fuori, grazie inoltre al suo spirito di sacrificio si rivela prezioso in fase difensiva e nelle ripartenze.

## Carriera

### Club

#### Gli inizi
Nato a Roma, è tornato in Argentina con la famiglia all'età di quattro anni dove ha iniziato la sua carriera calcistica nel settore giovanile del River Plate. Nel settembre 2019 è entrato a far parte delle giovanili dell'Atlético Madrid.
Il 17 gennaio 2021 ha debuttato con la squadra B dei Colchoneros nell'incontro di Segunda División B pareggiato 1-1 contro il Poblense, trovando subito il suo primo gol. Il 22 aprile 2022 ha debuttato in prima squadra giocando i minuti finali dell'incontro di Primera División pareggiato 0-0 contro il Granada.

#### Vari prestiti
Il 4 luglio 2022 è stato ceduto in prestito per una stagione al Real Saragozza. Ha segnato il suo primo gol professionistico il 4 settembre nella sconfitta casalinga per 1-2 contro il Lugo. Titolare indiscusso nel club aragonese, ha collezionato 37 presenze e segnato 9 reti fra campionato e coppa nazionale.
Il 21 luglio 2023 ha rinnovato il contratto con l'Atlético fino al 2028 ed è stato prestato all'Alavés. A causa di un grave infortunio occorso nel precampionato, riesce a esordire col club basco solo il 2 gennaio 2024, in occasione dell'incontro pareggiato per 1-1 contro la Real Sociedad subentrando a Samu Aghehowa. Segna il suo primo gol nella Liga il 27 aprile contro il Celta Vigo (3-0).

#### Ritorno all'Atlético Madrid
Tornato all’Atletico per fine prestito, il 2 ottobre 2024 fa il suo debutto in Champions League nel secondo tempo della gara persa contro il Benfica. Segna il suo primo gol con i Colchoneros il 3 novembre seguente nella vittoria interna contro il Las Palmas (2-0).

### Nazionale
Il 19 novembre 2024 esordisce in nazionale maggiore nel successo per 1-0 contro il Perù. Il 25 marzo 2025 realizza la sua prima rete per la massima selezione argentina nella sfida vinta per 4-1 contro il Brasile.

## Statistiche

### Presenze e reti nei club
Statistiche aggiornate al 28 febbraio 2025.
| Stagione               | Squadra                | Campionato             | Campionato | Campionato | Coppe nazionali | Coppe nazionali | Coppe nazionali | Coppe continentali | Coppe continentali | Coppe continentali | Altre coppe | Altre coppe | Altre coppe | Totale | Totale | Totale |
| Stagione               | Squadra                | Comp                   | Pres       | Reti       | Comp            | Pres            | Reti            | Comp               | Pres               | Reti               | Comp        | Pres        | Reti        | Pres   | Reti   |        |
| ---------------------- | ---------------------- | ---------------------- | ---------- | ---------- | --------------- | --------------- | --------------- | ------------------ | ------------------ | ------------------ | ----------- | ----------- | ----------- | ------ | ------ | ------ |
| 2021-2022              | Atlético Madrid B      | TDR                    | 36         | 25         | -               | -               | -               | -                  | -                  | -                  | -           | -           | -           | 36     | 25     |        |
| apr. 2022              | Atlético Madrid        | PD                     | 1          | 0          | CR              | 0               | 0               | -                  | -                  | -                  | SS          | 0           | 0           | 1      | 0      |        |
| 2022-2023              | Real Saragozza         | SD                     | 36         | 9          | CR              | 1               | 0               | -                  | -                  | -                  | -           | -           | -           | 37     | 9      |        |
| 2023-2024              | Alavés                 | PD                     | 14         | 1          | CR              | 2               | 0               | -                  | -                  | -                  | -           | -           | -           | 16     | 1      |        |
| 2024-2025              | Atlético Madrid        | PD                     | 24         | 2          | CR              | 4               | 2               | UCL                | 9                  | 1                  | Cmc         | 0           | 0           | 37     | 5      |        |
| Totale Atlético Madrid | Totale Atlético Madrid | Totale Atlético Madrid | 24         | 2          |                 | 4               | 2               |                    | 9                  | 1                  |             | 0           | 0           | 37     | 5      |        |
| Totale carriera        | Totale carriera        | Totale carriera        | 110        | 37         |                 | 7               | 2               |                    | 9                  | 1                  |             | 0           | 0           | 126    | 40     |        |

### Cronologia presenze e reti in nazionale
| Cronologia completa delle presenze e delle reti in nazionale ― Argentina | Cronologia completa delle presenze e delle reti in nazionale ― Argentina | Cronologia completa delle presenze e delle reti in nazionale ― Argentina | Cronologia completa delle presenze e delle reti in nazionale ― Argentina | Cronologia completa delle presenze e delle reti in nazionale ― Argentina | Cronologia completa delle presenze e delle reti in nazionale ― Argentina | Cronologia completa delle presenze e delle reti in nazionale ― Argentina | Cronologia completa delle presenze e delle reti in nazionale ― Argentina |
| Data                                                                     | Città                                                                    | In casa                                                                  | Risultato                                                                | Ospiti                                                                   | Competizione                                                             | Reti                                                                     | Note                                                                     |
| ------------------------------------------------------------------------ | ------------------------------------------------------------------------ | ------------------------------------------------------------------------ | ------------------------------------------------------------------------ | ------------------------------------------------------------------------ | ------------------------------------------------------------------------ | ------------------------------------------------------------------------ | ------------------------------------------------------------------------ |
| 19-11-2024                                                               | Buenos Aires                                                             | Argentina                                                                | 1 – 0                                                                    | Perù                                                                     | Qual. Mondiali 2026                                                      | -                                                                        | 81’                                                                      |
| 21-3-2025                                                                | Montevideo                                                               | Uruguay                                                                  | 0 – 1                                                                    | Argentina                                                                | Qual. Mondiali 2026                                                      | -                                                                        | 69’                                                                      |
| 25-3-2025                                                                | Buenos Aires                                                             | Argentina                                                                | 4 – 1                                                                    | Brasile                                                                  | Qual. Mondiali 2026                                                      | 1                                                                        | 68’                                                                      |
| 5-6-2025                                                                 | Santiago del Cile                                                        | Cile                                                                     | 0 – 1                                                                    | Argentina                                                                | Qual. Mondiali 2026                                                      | -                                                                        | 84’                                                                      |
| 10-6-2025                                                                | Buenos Aires                                                             | Argentina                                                                | 1 – 1                                                                    | Colombia                                                                 | Qual. Mondiali 2026                                                      | -                                                                        | 46’                                                                      |
| Totale                                                                   |                                                                          | Presenze                                                                 | 5                                                                        |                                                                          | Reti                                                                     | 1                                                                        |                                                                          |

| Cronologia completa delle presenze e delle reti in nazionale ― Argentina olimpica | Cronologia completa delle presenze e delle reti in nazionale ― Argentina olimpica | Cronologia completa delle presenze e delle reti in nazionale ― Argentina olimpica | Cronologia completa delle presenze e delle reti in nazionale ― Argentina olimpica | Cronologia completa delle presenze e delle reti in nazionale ― Argentina olimpica | Cronologia completa delle presenze e delle reti in nazionale ― Argentina olimpica | Cronologia completa delle presenze e delle reti in nazionale ― Argentina olimpica | Cronologia completa delle presenze e delle reti in nazionale ― Argentina olimpica |
| Data                                                                              | Città                                                                             | In casa                                                                           | Risultato                                                                         | Ospiti                                                                            | Competizione                                                                      | Reti                                                                              | Note                                                                              |
| --------------------------------------------------------------------------------- | --------------------------------------------------------------------------------- | --------------------------------------------------------------------------------- | --------------------------------------------------------------------------------- | --------------------------------------------------------------------------------- | --------------------------------------------------------------------------------- | --------------------------------------------------------------------------------- | --------------------------------------------------------------------------------- |
| 8-6-2024                                                                          | Buenos Aires                                                                      | Argentina olimpica                                                                | 4 – 0                                                                             | Paraguay olimpica                                                                 | Amichevole                                                                        | -                                                                                 | 61’                                                                               |
| 10-6-2024                                                                         | Lanus                                                                             | Argentina olimpica                                                                | 2 – 0                                                                             | Paraguay olimpica                                                                 | Amichevole                                                                        | 2                                                                                 | 78’                                                                               |
| 24-7-2024                                                                         | Saint-Etienne                                                                     | Argentina olimpica                                                                | 1 – 2                                                                             | Marocco olimpica                                                                  | Olimpiadi 2024 - 1º turno                                                         | 1                                                                                 | 54’                                                                               |
| 27-7-2024                                                                         | Lione                                                                             | Argentina olimpica                                                                | 3 – 1                                                                             | Iraq olimpica                                                                     | Olimpiadi 2024 - 1º turno                                                         | -                                                                                 | 45+2’                                                                             |
| 30-7-2024                                                                         | Lione                                                                             | Ucraina olimpica                                                                  | 0 – 2                                                                             | Argentina olimpica                                                                | Olimpiadi 2024 - 1º turno                                                         | -                                                                                 |                                                                                   |
| 2-8-2024                                                                          | Bordeaux                                                                          | Francia olimpica                                                                  | 1 – 0                                                                             | Argentina olimpica                                                                | Olimpiadi 2024 - Quarti di finale                                                 | -                                                                                 |                                                                                   |
| Totale                                                                            |                                                                                   | Presenze                                                                          | 6                                                                                 |                                                                                   | Reti                                                                              | 3                                                                                 |                                                                                   |